# Israel Poblete
Israel Elías Poblete Zúñiga (Maipú, Santiago, Chile, 22 de junio de 1995) y es un futbolista chileno. Juega de mediocampista y actualmente milita en Universidad de Chile de la Primera División de Chile.

## Carrera

### Paso por Unión Española y segunda etapa en Cobresal
Tras confirmarse el descenso de Cobresal a la Primera B, el 23 de junio de 2017, el jugador se transformó en el sexto refuerzo de Unión Española para el Torneo de Transición.  Poblete, con 21 años, llegó a préstamo por un año y medio. Marcó su primer gol con el equipo el 26 de agosto en el triunfo por 1-0 ante Huachipato, lo que le permitió a su equipo mantenerse en la cima del campeonato. En su primer semestre disputó todos los partidos, menos uno, de un torneo en que su club disputó hasta las últimas fechas el campeonato contra Colo-Colo, que finalmente levantó el título.
En 2018 se mantuvo en el equipo y disputó un total de 26 partidos de liga, en los que marcó un gol y entregó también dos asistencias. El 19 de mayo de ese año marcó el desequilibrio en la victoria de Unión Española frente a Colo-Colo por 3-2, en un encuentro en que anotó al minuto 88 habiendo ingresado recientemente al campo de juego. Su club aquella temporada finalizó en la 7° posición con 41 puntos, lo que lo clasificó nuevamente a la Copa Sudamericana, torneo que también disputaron en 2018 pero en que fueron eliminados en primera ronda por Sport Huancayo.
A principios de 2019 regresó a Cobresal, su equipo anterior y que tras año y medio había logrado retornar a la máxima categoría. Tras la disputa de los primeros cuatro partidos del torneo, Poblete era el jugador que más disparos a portería había realizado hasta ese momento, el que más regates intentaba y quien más faltas había recibido. Además, en el período entre mediados de febrero y de abril, el jugador convirtió un total de tres goles y realizó una asistencia.
El 3 de marzo de ese año marcó el empate parcial de Cobresal en la caída por 2-1 ante Unión La Calera. Dos semanas después, volvió a convertir, pero esta vez a través de un tiro libre de treinta y cinco metros de distancia en la derrota por 3-1 ante Curicó Unido. Finalmente, el 15 de abril, sería el artífice de la victoria de su equipo contra Universidad de Concepción gracias a realizar el único tanto del compromiso con un disparo de media distancia tras una asistencia de Marcelo Jorquera. Cinco días después, en la derrota por 2-0 ante O'Higgins de Rancagua, sufrió una lesión que lo obligó a dejar el campo a los 23 minutos del partido.

### Huachipato
El 11 de diciembre de 2019, Huachipato confirmó al jugador como su primer refuerzo para el 2020. Según detalló posteriormente, el técnico Gustavo Florentín lo ubicó en el campo como un volante mixto, lo que le permitió «crecer mucho» en su juego. Fue presentado oficialmente el 10 de enero de 2020 junto a los demás refuerzos: Joffre Escobar, Diego Oyarzún y Benjamín Gazzolo. En el primer partido de liga del año, ante la Universidad de Chile, ingresó durante el segundo tiempo y participó en la jugada de gol, tras asistir de taco a Juan Córdova, que permitió a Joffre Escobar anotar el 2-1 en los descuentos y remontar el resultado. En febrero, sufrió su primera expulsión con el equipo en el triunfo 1-0 contra Cobresal, luego de una fuerte infracción a Sebastián Silva alrededor de la media hora de juego.
El 10 de marzo de 2020, Poblete entregó dos asistencias en la victoria de Huachipato por 2-1 frente a Audax Italiano por la séptima fecha del campeonato. En la fecha 31, marcó el 3-0 parcial en el triunfo por 4-1 contra Unión Española con un remate desde fuera del área, mientras que en la fecha siguiente anotó de cabeza el empate parcial en la derrota por 2-1 ante Cobresal. Aquel año también disputó la Copa Sudamericana, en la que su equipo quedó eliminado en la segunda ronda tras perder contra Fénix de Uruguay. En el torneo disputó cuatro partidos y no realizó ni goles ni asistencias.
Para la temporada 2021 el cuadro acerero confirmó como técnico al argentino Juan José Luvera, quien asumió interinamente tras la salida de Florentín. Mientras tanto, el 3 de abril, Poblete marcó un gol en el empate 1-1 contra la Universidad de Chile válido por la segunda fecha del campeonato. El 16 de abril entregó dos asistencias, en el primer descuento de Maximiliano Rodríguez y en el cuarto tanto de Cris Martínez, en el triunfo por 5-3 ante Ñublense.
Al igual que el año anterior su equipo participó en la Copa Sudamericana. En primera fase superaron a Deportes Antofagasta por un marcador global de 4-0, con una asistencia del jugador en el partido de vuelta disputado en el estadio CAP. En el debut contra San Lorenzo en Argentina, por la fase de grupos del torneo, resultó determinante al realizar el centro con que Cris Martínez marcó el único tanto del compromiso y así concretar el primer triunfo del club en ese país. Sin embargo, frente al equipo paraguayo de 12 de Octubre, sufrió un desgarro cuando apenas llevaba trece minutos en el campo. Su regreso a las canchas se produjo el 20 de mayo, cuando jugó solamente 37 minutos en la derrota por 5-0 ante Rosario Central. Tres meses después, el 22 de agosto de 2021, el jugador marcó el agónico gol con su equipo triunfó por 2-1 frente a Deportes Melipilla.
A pesar de que su equipo solo logró zafar del descenso a la Primera B tras vencer en la liguilla de promoción a Deportes Copiapó, Poblete llamó la atención de Universidad de Chile y finalmente firmó con el equipo tras finalizar los encuentros contra el cuadro de la región de Atacama.

### Universidad de Chile
El 2 de febrero de 2022 se confirmó su traspaso como el octavo refuerzo de Universidad de Chile para ese año, en una transacción que le reportó ganancias por 750 000 dólares al cuadro acerero por la mitad del pase de Poblete. Llegó al equipo con el antecedente previo de haber convertido dos goles y entregado cuatro asistencias en veintisiete partidos del campeonato chileno en 2021. Jugó su primer encuentro como titular en su nuevo club el 11 de febrero, en el triunfo por 2-1 ante Deportes Antofagasta, aunque ya contra Unión La Calera había logrado disputar algunos minutos.
A pesar de sufrir una expulsión en un partido contra Ñublense, en el que iban ganado 2-1 y terminaron perdiendo 3-2 luego de la salida de Poblete, el mismo jugador admitió que tras aquel suceso fue «de menos a más» y que lentamente fue recuperando la confianza para lograr la titularidad en el esquema del técnico Santiago Escobar. El 27 de junio marcó su primer tanto con la Universidad de Chile en el empate 2-2 contra General Velásquez, en el encuentro de vuelta válido por la tercera fase de la Copa Chile 2022 y que les permitió clasificar a octavos de final.
El equipo durante 2022 tuvo una irregular campaña, en la que además de Escobar también dirigió el uruguayo Diego López, el que terminó por ser reemplazado de forma interina por Sebastián Miranda, que logró en las últimas fechas evitar un segundo descenso en la historia del club. Aunque el desempeño general no fue positivo, Poblete se mantuvo como titular en los sistemas tácticos de los tres entrenadores. En su primer año disputó 2041 minutos, repartidos en veinticinco encuentros en la liga chilena.
La llegada de Mauricio Pellegrino a la dirección técnica, además de una lesión muscular que sufrió durante las semanas del 2023, hizo pensar que podría perder terreno en el equipo. Sin embargo, el maipucino logró adaptarse a los distintos esquemas usados por el entrenador argentino, que tuvo en consideración la polifuncionalidad que ofrece en el campo, y se mantuvo el once inicial. Hasta la disputa del Clásico Universitario de la primera rueda, había sido diez veces titular y disputado doce encuentros, siendo el jugador que más minutos solo detrás del arquero Cristóbal Campos. Precisamente en el encuentro frente a la Universidad Católica disputado inicialmente el 30 de abril y finalizado recién el 29 de junio, debido a que fue suspendido alrededor de los 30 minutos por incidentes en el Ester Roa, Poblete marcó el 2-0 parcial con un remate al lado izquierdo de Matías Dituro, tras pase de Cristian Palacios. El segundo semestre volvió a convertir a Católica, el 11 de noviembre, con un cabezazo tras centro de Marcelo Morales desde la izquierda.
Respecto al desempeño del equipo, la Universidad de Chile no peligró con el descenso como los años anteriores, pero tampoco tuvo un desempeño que le permitiera siquiera participar en competencias internacionales: finalizó novena y con Pellegrino dejando la institución. Individualmente, los hinchas criticaron su desempeño en el partido contra O'Higgins durante la segunda mitad del año, y llegó a perder durante la parte final del campeonato la titularidad. Finalizado el torneo, Poblete admitió que no pudieron mantener el rendimiento de la primera rueda y que por plantel debían haber competido por el primer lugar. En su segundo año jugó un total de 2111 minutos y comenzó de titular en veintitrés ocasiones.
En su tercera temporada con el equipo universitario llegó a dirigir el técnico Gustavo Álvarez, proveniente de Huachipato. Esto no cambió la situación del futbolista en el equipo, que se mantuvo dentro de los más utilizados en el plantel. En los primeros cuatro partidos comandados por Álvarez, totalizó un total de 341 minutos. Además, el 10 de marzo del 2024, marcó el único tanto en la victoria por 1-0 en el Superclásico contra Colo-Colo en el estadio Monumental, lo que terminó con veintitrés años del cuadro universitario sin triunfos en el recinto de su máximo rival. En un partido contra Palestino, disputado el 21 de abril y que terminó en empate 2-2, Poblete recibió una tarjeta roja cerca del final del primer tiempo tras una fuerte entrada contra Benjamín Rojas.  El Tribunal de Disciplina de la ANFP determinó suspender al jugador por dos fechas.
A diferencia de los años anteriores, el equipo de Álvarez logró competir por la obtención del torneo, al punto de terminar la primera rueda en el primer lugar. Sin embargo, un rendimiento prácticamente perfecto de Colo-Colo en la segunda vuelta los terminó por relegar al segundo puesto. En la campaña, además de su tanto en el Superclásico, Poblete marcó en el triunfo por 2-0 ante Unión Española en agosto y en la goleada 4-1 a Ñublense el 3 de noviembre. A pesar de la decepción en liga, por Copa Chile la Universidad de Chile logró obtener su sexto campeonato en la competencia tras superar en la final a Ñublense por 1-0. Camino a la definición, el jugador anotó un tanto en la goleada por 7-0 a San Antonio Unido.
El 10 de febrero de 2025, el jugador disputó su centésimo partido con la camiseta de Universidad de Chile en el triunfo por 3-1 ante Santiago Morning por la tercera fecha de la fase de grupos de la Copa Chile 2025, en el cual abrió el marcador del encuentro.

## Estadísticas

### Clubes
| Club                         | Div        | Temporada  | Liga  | Liga  | Copas nacionales | Copas nacionales | Torneos internacionales | Torneos internacionales | Total | Total |
| Club                         | Div        | Temporada  | Part. | Goles | Part.            | Goles            | Part.                   | Goles                   | Part. | Goles |
| ---------------------------- | ---------- | ---------- | ----- | ----- | ---------------- | ---------------- | ----------------------- | ----------------------- | ----- | ----- |
| Cobresal · Chile             | 1.ª        | 2013       | —     | —     | 3                | 0                | —                       | —                       | 3     | 0     |
| Cobresal · Chile             | 1.ª        | 2014-15    | 5     | 0     | 6                | 0                | —                       | —                       | 11    | 0     |
| Cobresal · Chile             | 1.ª        | 2015-16    | 12    | 0     | 3                | 0                | —                       | —                       | 15    | 0     |
| Cobresal · Chile             | 1.ª        | 2016-17    | 26    | 3     | 2                | 0                | 4                       | 1                       | 32    | 4     |
| Unión Española · Chile       | 1.ª        | 2017       | 16    | 1     | 2                | 0                | —                       | —                       | 18    | 1     |
| Unión Española · Chile       | 1.ª        | 2018       | 26    | 1     | 4                | 0                | 2                       | 0                       | 32    | 1     |
| Unión Española · Chile       | Total club | Total club | 42    | 2     | 6                | 0                | 2                       | 0                       | 50    | 2     |
| Cobresal · Chile             | 1.ª        | 2019       | 21    | 3     | 5                | 0                | —                       | —                       | 26    | 3     |
| Cobresal · Chile             | Total club | Total club | 64    | 6     | 19               | 0                | 4                       | 1                       | 87    | 7     |
| Huachipato · Chile           | 1.ª        | 2020       | 32    | 2     | 2                | 0                | 4                       | 0                       | 38    | 2     |
| Huachipato · Chile           | 1.ª        | 2021       | 27    | 2     | 1                | 0                | 5                       | 0                       | 33    | 2     |
| Huachipato · Chile           | Total club | Total club | 59    | 4     | 3                | 0                | 9                       | 0                       | 71    | 4     |
| Universidad de Chile · Chile | 1.ª        | 2022       | 25    | 0     | 7                | 1                | —                       | —                       | 32    | 1     |
| Universidad de Chile · Chile | 1.ª        | 2023       | 27    | 2     | 2                | 0                | —                       | —                       | 29    | 2     |
| Universidad de Chile · Chile | 1.ª        | 2024       | 27    | 3     | 10               | 1                | —                       | —                       | 37    | 4     |
| Universidad de Chile · Chile | 1.ª        | 2025       | 19    | 1     | 5                | 1                | 9                       | 1                       | 33    | 3     |
| Universidad de Chile · Chile | Total club | Total club | 98    | 6     | 24               | 3                | 9                       | 1                       | 131   | 10    |
| Total club                   | Total club | Total club | 263   | 18    | 52               | 3                | 24                      | 2                       | 339   | 23    |
| 1. 2. 3.                     |            |            |       |       |                  |                  |                         |                         |       |       |

## Palmarés

### Campeonatos nacionales
| Título                    | Club                 | País  | Año    |
| ------------------------- | -------------------- | ----- | ------ |
| Primera División de Chile | Cobresal             | Chile | 2015-C |
| Copa Chile                | Universidad de Chile | Chile | 2024   |